# ARM Romero (PO-144)
El ARM Romero (PO-144) es un buque de patrulla oceánica (OPV) de la Clase Sierra usado por la Armada de México. Cuenta con un hangar para helicópteros y Helipad.
- Datos: Q4653869